# Göppinger Arbeiten zur Germanistik
Göppinger Arbeiten zur Germanistik (GAG) ist eine deutsche, international ausgerichtete literaturwissenschaftliche Schriftenreihe. Die Reihe wird seit 1968 herausgegeben und erscheint im  Kümmerle Verlag aus Lorch (Württemberg). Begründet und über viele Jahre verantwortet wurde die Reihe von  Ulrich Müller, Franz Hundsnurscher und Cornelius Sommer. Aktuelle Herausgeber sind Sabine Seelbach und Meinolf Schumacher. Programmatisch beziehungsweise thematisch liegt der Schwerpunkt der Reihe auf der älteren deutschen Sprache und Literatur; doch finden auch Themen der neueren Germanistik Aufnahme, insbesondere in Form von für die Publikation aufbereiteten Dissertationen.